# Синёнка
Синёнка — деревня в Большедворском сельском поселении Бокситогорского района Ленинградской области.

## История
ДОРА (СИНЕНКА) — деревня Михайловского общества, прихода села Сенно.

Крестьянских дворов — 22. Строений — 63, в том числе жилых — 33.

Число жителей по семейным спискам 1879 г.: 59 м. п., 65 ж. п.; по приходским сведениям 1879 г.: 57 м. п., 67 ж. п.

В конце XIX века — начале XX века деревня административно относилась к Большедворской волости 3-го земского участка 1-го стана Тихвинского уезда Новгородской губернии.

ДОРА (СИНЕНКА) — деревня Михайловского общества, дворов — 24, жилых домов — 30, число жителей: 73 м. п., 91 ж. п.
 
Занятия жителей — земледелие, лесные заработки. Северная ж. д.. Реки Рядань и Синенка. Часовня, водяная мельница. (1910 год)

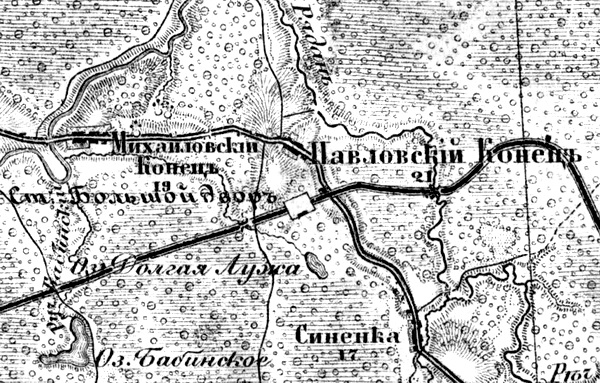
Деревня Синёнка на карте 1913 года

Согласно карте Новгородской губернии 1913 года, деревня насчитывала 17 крестьянских дворов.
С 1917 по 1918 год деревня входила в состав Большедворской волости Тихвинского уезда Новгородской губернии.
С 1918 года, в составе Череповецкой губернии.
С 1924 года, в составе Пригородной волости.
С 1927 года, в составе Большедворского сельсовета Тихвинского района.
По данным 1933 года деревня Синёнка входила в состав Большедворского сельсовета Тихвинского района.
В 1940 году население деревни составляло 198 человек.
С 1952 года, в составе Бокситогорского района.
С 1963 года, вновь в составе Тихвинского района.
С 1965 года, вновь в составе Бокситогорского района. В 1965 году население деревни составляло 30 человек.
По данным 1966, 1973 и 1990 годов деревня Синёнка также входила в состав Большедворского сельсовета.
В 1997 году в деревне Синёнка Большедворской волости проживал 1 человек, в 2002 году — 9 человек (русские — 78 %).
В 2007 году в деревне Синёнка Большедворского СП проживали 4 человека, в 2010 году — 3.

## География
Находится в северо-западной части района на автодороге 41К-036 (Галично — Харчевни).
Расстояние до административного центра поселения — 6 км.
Расстояние до ближайшей железнодорожной станции Большой Двор — 2 км. 
Деревня находится на левом берегу реки Синёнка, у места её впадения в реку Рядань.

## Демография
| 1997 | 2002 | 2007 | 2010 | 2017 |
| ---- | ---- | ---- | ---- | ---- |
| 1    | ↗9   | ↘4   | ↘3   | ↗7   |